# Contea di Leelanau
La contea di Leelanau, in inglese Leelanau County, è una contea dello Stato del Michigan, negli Stati Uniti. La popolazione al censimento del 2000 era di 21 119 abitanti. Il capoluogo di contea è Leland.